# Seoulite
Albums de Lee Hi
First Love
(2013)
Singles
1. Breathe
Sortie : 9 mars 2016
2. Hold My Hand
Sortie : 9 mars 2016
3. My Star
Sortie : 20 avril 2016

Seoulite est le deuxième album de l'ex-participante à K-Pop Star Lee Hi. L'album a marqué son retour sur la scène musicale coréenne, après une pause de trois ans faisant suite à la sortie de son premier album studio, First Love, en 2013. L'album est sorti en deux temps: la première est sortie le 9 mars 2016; l'album complet est sorti à l'état digital le 20 avril 2016 et à l'état physique une semaine après,.

## Contexte et sortie
Après un début couronné de succès dans l'industrie musicale coréenne à l'âge de seize ans, à la surprise générale, Lee Hi a fait une pause non officielle. Beaucoup de spéculations ont été émises lorsque son comeback a été confirmé en août 2015; cependant, elle ferait un comeback anticipé à travers une filiale de YG Entertainment, le label HIGHGRND, qui est un sous-label indépendant dirigé par Tablo d'Epik High. Bien qu'il ait été confirmé que Ha-yi serait toujours sous contrat avec YG Entertainment, le CEO de YG Yang Hyun-suk a déclaré via un associé de la société que cette décision a été faite car il s'inquiétait de ne pas pouvoir lui donner un comeback réussi, et que sa confiance en Tablo l'a poussé à lui donner la production de ce comeback.
Le 15 février 2016, il a été confirmé que le comeback s'effectuerait en mars. Le premier teaser pour le comeback de Ha-yi, qui a révélé le nom de l'album, Seoulite, est sorti le 29 février. Plutôt que de sortir directement un album full length, il a été décidé qu'elle sortirait un "demi-album": une moitié le 9 mars, et la seconde moitié à une date ultérieure. Un deuxième teaser, confirmant le single principal "Breathe", est sorti le 2 mars. Un troisième teaser, confirmant un deuxième morceau-piste nommé "Hold My Hand", est sorti le 4 mars. La liste des pistes de l'album complet est sortie le 6 mars, après avoir dévoilé des photos et vidéo teaser.
Le 5 mars, il a été révélé que Jonghyun de SHINee avait participé à la composition et à l'écriture de la chanson-titre, "Breathe". On a plus tard appris que Tablo avait demandé à Jonghyun d'écrire une chanson pour le comeback de Ha-yi. La chanson a été sélectionnée par Yang Hyun-suk pour être chanson-titre car celle-ci lui avait laissé une "forte impression", sans avoir connaissance qu'elle avait été composée non pas par Tablo mais par Jonghyun, jusqu'à ce que le vidéoclip ne soit tourné.
Seoulite est sorti à l'état digital le 9 mars. Après sa sortie, "Breathe" s'est classé no 1 sur tous les classements digitaux coréens, accomplissant un "all kill". Plus tard, la chanson a débuté à la 2e place du Gaon Digital Chart hebdomadaire, et la deuxième chanson-titre s'est également classée dans le top 10. Les deux chansons ont débuté 1re et 4e dans le Download Chart hebdomadaire. En plus de cela, l'album a débuté à la 3e place du Billboard's World Album Chart.
Ha-yi a remporté sa première victoire pour "Breathe" le 17 mars sur le plateau du M! Countdown.

## Liste des pistes
| Liste des pistes de l'album (full length) | Liste des pistes de l'album (full length)                       | Liste des pistes de l'album (full length) | Liste des pistes de l'album (full length) | Liste des pistes de l'album (full length) | Liste des pistes de l'album (full length) | Liste des pistes de l'album (full length) | Liste des pistes de l'album (full length) | Liste des pistes de l'album (full length) | Liste des pistes de l'album (full length) |
| No                                        | Titre                                                           | Paroles                                   | Musique                                   | Durée                                     |                                           |                                           |                                           |                                           |                                           |
| ----------------------------------------- | --------------------------------------------------------------- | ----------------------------------------- | ----------------------------------------- | ----------------------------------------- | ----------------------------------------- | ----------------------------------------- | ----------------------------------------- | ----------------------------------------- | ----------------------------------------- |
| 1.                                        | World Tour (feat. Mino de Winner)                               | Deanfluenza, Mino                         | Deanfluenza, RE:ONE                       | 4:37                                      |                                           |                                           |                                           |                                           |                                           |
| 2.                                        | My Star                                                         | Teddy Park, Kush                          | Teddy, Kush                               | 3:42                                      |                                           |                                           |                                           |                                           |                                           |
| 3.                                        | 손잡아 줘요 (Hold My Hand)                                      | Shinae An Wheeler, Tablo                  | Shinae An Wheeler                         | 3:39                                      |                                           |                                           |                                           |                                           |                                           |
| 4.                                        | 희망고문 (Blues)                                                | Tablo                                     | Dee.P, Rebecca Johnson, Tablo             | 3:56                                      |                                           |                                           |                                           |                                           |                                           |
| 5.                                        | 한숨 (Breathe)                                                  | Kim Jonghyun                              | Jonghyun, WeFreaky                        | 4:49                                      |                                           |                                           |                                           |                                           |                                           |
| 6.                                        | 스쳐 간다 (Passing By)                                          | Lee Hi                                    | Lee Hi, 강욱진                            | 3:19                                      |                                           |                                           |                                           |                                           |                                           |
| 7.                                        | Fxxk Wit Us (feat. Dok2)                                        | Tablo, Dok2                               | Tablo, CODE KUNST, Ilsey Juber            | 3:38                                      |                                           |                                           |                                           |                                           |                                           |
| 8.                                        | Official (feat. Incredivle)                                     | Tablo, Incredivle                         | Chancellor, DOCSKIM                       | 3:29                                      |                                           |                                           |                                           |                                           |                                           |
| 9.                                        | 안봐도 비디오 (Video) (feat. Bobby d'iKON)                      | Deanfluenza, Bobby                        | DJ Tukutz, Deanfluenza, Le'mon            | 3:40                                      |                                           |                                           |                                           |                                           |                                           |
| 10.                                       | Missing U                                                       | Tablo                                     | P.K, Lydia Paek                           | 4:08                                      |                                           |                                           |                                           |                                           |                                           |
| 11.                                       | 밤샘 (Up All Night) (feat. Tablo)                               | Tablo                                     | Tablo, 강욱진                             | 3:40                                      |                                           |                                           |                                           |                                           |                                           |
| 12.                                       | 나는 달라 (I'm Different) (Hi Suhyun feat. Bobby) (Bonus Track) | PK, Rebecca Johnson, Masta Wu, Bobby      | PK, Rebecca Johnson                       | 3:35                                      |                                           |                                           |                                           |                                           |                                           |
| 45:32                                     |                                                                 |                                           |                                           |                                           |                                           |                                           |                                           |                                           |                                           |

| Seoulite (Part 1) | Seoulite (Part 1)                 | Seoulite (Part 1)         | Seoulite (Part 1)              | Seoulite (Part 1) | Seoulite (Part 1) | Seoulite (Part 1) | Seoulite (Part 1) | Seoulite (Part 1) | Seoulite (Part 1) |
| No                | Titre                             | Paroles                   | Musique                        | Durée             |                   |                   |                   |                   |                   |
| ----------------- | --------------------------------- | ------------------------- | ------------------------------ | ----------------- | ----------------- | ----------------- | ----------------- | ----------------- | ----------------- |
| 1.                | World Tour (feat. Mino de Winner) | Deanfluenza, Mino         | Deanfluenza, RE:ONE            | 4:37              |                   |                   |                   |                   |                   |
| 2.                | 손잡아 줘요 (Hold My Hand)        | Shinae An, Wheeler, Tablo | Shinae An, Wheeler,            | 3:39              |                   |                   |                   |                   |                   |
| 3.                | 한숨 (Breathe)                    | Kim Jonghyun              | Kim Jonghyun, WeFreaky         | 4:49              |                   |                   |                   |                   |                   |
| 4.                | Official (feat. Incredivle)       | Tablo, Incredivle         | Chancellor, DOCSKIM            | 3:29              |                   |                   |                   |                   |                   |
| 5.                | Fxxk Wit Us (feat. Dok2)          | Tablo, Dok2               | Tablo, CODE KUNST, Ilsey Juber | 3:38              |                   |                   |                   |                   |                   |
| 19:32             |                                   |                           |                                |                   |                   |                   |                   |                   |                   |

| Seoulite (Part 2) | Seoulite (Part 2)                          | Seoulite (Part 2)  | Seoulite (Part 2)              | Seoulite (Part 2) | Seoulite (Part 2) | Seoulite (Part 2) | Seoulite (Part 2) | Seoulite (Part 2) | Seoulite (Part 2) |
| No                | Titre                                      | Paroles            | Musique                        | Durée             |                   |                   |                   |                   |                   |
| ----------------- | ------------------------------------------ | ------------------ | ------------------------------ | ----------------- | ----------------- | ----------------- | ----------------- | ----------------- | ----------------- |
| 1.                | My Star                                    | Teddy Park, Kush   | Teddy, Kush                    | 3:42              |                   |                   |                   |                   |                   |
| 2.                | 희망고문 (Blues)                           | Tablo              | Dee.P, Rebecca Johnson, Tablo  | 3:56              |                   |                   |                   |                   |                   |
| 3.                | 스쳐 간다 (Passing By)                     | Lee Hi             | Lee Hi, 강욱진                 | 3:19              |                   |                   |                   |                   |                   |
| 4.                | 밤샘 (Up All Night) (feat. Tablo)          | Tablo              | Tablo, 강욱진                  | 3:40              |                   |                   |                   |                   |                   |
| 5.                | 안봐도 비디오 (Video) (feat. Bobby d'iKON) | Deanfluenza, Bobby | DJ Tukutz, Deanfluenza, Le'mon | 3:40              |                   |                   |                   |                   |                   |
| 6.                | Missing U                                  | Tablo              | P.K, Lydia Paek                | 4:08              |                   |                   |                   |                   |                   |
| 22:25             |                                            |                    |                                |                   |                   |                   |                   |                   |                   |

## Classements

### Album
| Classement                      | Meilleure position |
| ------------------------------- | ------------------ |
| US Billboard Heatseekers Albums | 16                 |
| US Billboard World Albums       | 3                  |

## Récompenses et nominations
| Chanson   | Programme           | Date         |
| --------- | ------------------- | ------------ |
| "Breathe" | M! Countdown (Mnet) | 17 mars 2016 |
| "Breathe" | Inkigayo (SBS)      | 20 mars 2016 |

## Historique de sortie
| Région               | Date          | Format(s)      | Label            |
| -------------------- | ------------- | -------------- | ---------------- |
| Corée du Sud Mondial | 9 mars 2016   | Téléchargement | YG Entertainment |
| Corée du Sud Mondial | 20 avril 2016 | Téléchargement | YG Entertainment |
| Corée du Sud         | 27 avril 2016 | CD             | YG Entertainment |